# Otok Princa Edwarda
Prince Edward Island (Skračeno nazivan i PEI; Otok Princa Edwarda), kanadska pokrajina na istoimenom otoku pred obalom Kanade od koje je dijeli Northumberlandov prolaz u zaljevu St. Lawrencea i zapadno od Cape Breton Islanda. Prostire se na površini od 5.683,91 km² (2.194,57 mi²); 141.551 stanovnika (2009). Glavni grad Charlottetown. 

## Povijest
Otok je prvi ugledao Jacques Cartier, 1534. Postaje dio francuske kolonije Acadije, ali je Pariškim ugovorom 1763. došla u ruke Britanaca, nakon čega mnogi Frankokanađani odseliše na područje SAD-a, i naseliše se u moćvarama Louisiane, gdje su i danas poznati kao Kajuni, sačuvavši i francuski jezik.

## Gradovi
Alberton, Annandale, Borden, Cardigan, Charlottetown*, Crapaud, Eldon, Georgetown, Hunter River, Inverness, Kensington, Miscouche, Montague, Morell, Mount Stewart, Murry Harbour, Nail Pond, North Rustico, O' Leary, Piusville, Sherwood, Souris, Stanhope by the Sea, Summerside, Tignish, Tyne Valley, Vernon River, Wilmot.

## Stanovništvo
Stanovništvo govori engleskim jezikom. Od domorodaca očuvale su se dvije skupine Micmaca poznate pod imenima Lennox Island na otoku Lennox u zaljevu Malpeque, i Abegweit.

## Vanjske poveznice
|  | Zajednički poslužitelj ima još gradiva o temi Otok Princa Edwarda |